# Torsio ovarii
Een ovariumtorsie (ook wel een torsio ovarii) is een zeldzame gynaecologische aandoening waarbij de eierstok een steeldraai (draai om de as) maakt. Deze draaiing veroorzaakt meestal een afknelling, met een gestoorde bloedtoevoer als gevolg. Cysten en tumoren die ontstaan in de eierstok zijn de grootste oorzaken van het optreden van een ovariumtorsie.